# Грекове
Грекове — селище в Україні, у Черкаському районі Черкаської області, підпорядковане Михайлівській сільській громаді. Розташоване на північний схід від міста Кам'янки. Населення становить 10 осіб (на 2001 рік).

## Лубенецьке городище
Біля села знаходиться Лубенецьке городище чорноліської культури IX ст. до н.е